# IEEE 802.11n
IEEE 802.11n és una modificació de l'estàndard 802.11 per WLAN desenvolupat pel grup de treball 11 del comitè d'estàndards LAN/MAN del IEEE (IEEE 802), que amplia la velocitat de transmissió de 54 Mbit/s a un màxim de 600 Mbit/s usant la banda ISM de 2.4 GHz del protocol IEEE 802.11b i IEEE 802.11g i també la banda ISM de 5 GHz. IEEE 802.11n fou ratificat el setembre del 2009.

## Descripció
IEEE 802.11n és una millora als anteriors protocols on s'ha afegit la funcionalitat MIMO, nova banda de 5 GHz i canals de 40 MHz en la capa física, i l'agregació de trames a la capa d'enllaç del model OSI.
MIMO és una tecnologia que empra més d'una antena per a millorar la velocitat de transmissió.
La nova banda de 5 GHz és opcional. La norma ETSI EN 301 893 a la CE.
La banda de 2,4 GHZ li aplica la norma ETSI EN 300 328 de la CE.
Els canals de 40 MHz suposa doblar l'amplada del canal anterior de 20 MHz.

## Canals i freqüències
Banda ISM de 2,4 GHz:
| Canal | Freqüència (GHz) | Països                     |
| ----- | ---------------- | -------------------------- |
| 1     | 2,412            | Japó, Europa ETSI, EUA FCC |
| 2     | 2,417            | Japó, Europa ETSI, EUA FCC |
| 3     | 2,422            | Japó, Europa ETSI, EUA FCC |
| 4     | 2,427            | Japó, Europa ETSI, EUA FCC |
| 5     | 2,432            | Japó, Europa ETSI, EUA FCC |
| 6     | 2,437            | Japó, Europa ETSI, EUA FCC |
| 7     | 2,442            | Japó, Europa ETSI, EUA FCC |
| 8     | 2,447            | Japó, Europa ETSI, EUA FCC |
| 9     | 2,452            | Japó, Europa ETSI, EUA FCC |
| 10    | 2,457            | Japó, Europa ETSI, EUA FCC |
| 11    | 2,462            | Japó, Europa ETSI, EUA FCC |
| 12    | 2,467            | Japó, Europa ETSI          |
| 13    | 2,472            | Japó, Europa ETSI          |
| 14    | 2,484            | Japó                       |

Banda ISM de 5 GHz :
| Canal | Freqüència (GHz) | Països               | Notes                                         |
| ----- | ---------------- | -------------------- | --------------------------------------------- |
| 36    | 5,180            | Europa ETSI, EUA FCC |                                               |
| 40    | 5,200            | Europa ETSI, EUA FCC |                                               |
| 44    | 5,220            | Europa ETSI, EUA FCC |                                               |
| 48    | 5,240            | Europa ETSI, EUA FCC |                                               |
| 52    | 5,260            | Europa ETSI, EUA FCC |                                               |
| 56    | 5,280            | Europa ETSI, EUA FCC |                                               |
| 60    | 5,300            | Europa ETSI, EUA FCC |                                               |
| 64    | 5,320            | Europa ETSI, EUA FCC | A Europa només amb canal 60                   |
| 100   | 5,500            | Europa ETSI, EUA FCC |                                               |
| 104   | 5,520            | Europa ETSI, EUA FCC |                                               |
| 108   | 5,540            | Europa ETSI, EUA FCC |                                               |
| 112   | 5,560            | Europa ETSI, EUA FCC |                                               |
| 116   | 5,580            | Europa ETSI, EUA FCC | Possibles conflictes amb radars meteorológics |
| 120   | 5,600            | Europa ETSI, EUA FCC | Possibles conflictes amb radars meteorológics |
| 124   | 5,620            | Europa ETSI, EUA FCC | Possibles conflictes amb radars meteorológics |
| 128   | 5,640            | Europa ETSI, EUA FCC | Possibles conflictes amb radars meteorológics |
| 132   | 5,660            | Europa ETSI, EUA FCC |                                               |
| 136   | 5,680            | Europa ETSI, EUA FCC |                                               |
| 140   | 5,700            | Europa ETSI, EUA FCC |                                               |
| 144   | 5,720            | EUA FCC              |                                               |
| 149   | 5,745            | EUA FCC, Xina        |                                               |
| 153   | 5,765            | EUA FCC, Xina        |                                               |
| 157   | 5,785            | EUA FCC, Xina        |                                               |
| 161   | 5,805            | EUA FCC, Xina        |                                               |
| 165   | 5,825            | EUA FCC, Xina        |                                               |